# Ceratomontia fluvialis
Ceratomontia fluvialis is een hooiwagen uit de familie Triaenonychidae.